# فرودگاه الروز
فرودگاه الروز (به انگلیسی: Alldays Airport) یک فرودگاه همگانی با کد یاتا ADY است که یک باند فرود آسفالت دارد و طول باند آن ۱۴۵۰ متر است. این فرودگاه در کشور آفریقای جنوبی قرار دارد و در ارتفاع ۷۹۲ متری از سطح دریا واقع شده است.